# Omméel
Omméel település Franciaországban, Orne megyében. Lakosainak száma 114 fő (2018. január 1.). Omméel Coudehard, Avernes-sous-Exmes, Chambois, Fel, Saint-Pierre-la-Rivière és Villebadin községekkel határos.

## Népesség
A település népességének változása:
| Lakosok száma | 135  | 130  | 130  | 114  |
|               | 2013 | 2015 | 2017 | 2018 |